# Zatoka Parnawska
Zatoka Parnawska (est. Pärnu laht) – zatoka w północno-wschodniej części Zatoki Ryskiej, we wschodniej części Morza Bałtyckiego. Położona jest w południowo-zachodniej części Estonii. Największą rzeką uchodzącą do zatoki jest Parnawa, nad której ujściem położone jest miasto o tej samej nazwie. Jej powierzchnia wynosi 411 km², średnia głębokość – 4,7 m, a maksymalna głębokość – 8 m.
Wzdłuż wschodniego brzegu zatoki biegnie droga krajowa nr 4 (fragment europejskiej trasy E67) od granicy z Łotwą przez Parnawę do Tallinna.